# جودي ويلسون
جودي ويلسون (بالإنجليزية: Judy Wilson)‏ هي ممثلة بريطانية، ولدت في 1938 في يوركشاير في المملكة المتحدة، وتوفيت في 1 أبريل 2006.

## وصلات خارجية
- جودي ويلسون على موقع IMDb (الإنجليزية)
- جودي ويلسون على موقع قاعدة بيانات الأفلام السويدية (السويدية)
- جودي ويلسون على موقع قاعدة بيانات الفيلم (الإنجليزية)
- جودي ويلسون على موقع كينوبويسك (الروسية)